# Cantabrina
Cantabrina is een geslacht van sponsdieren uit de klasse van de Demospongiae (gewone sponzen).

## Soort
- Cantabrina erecta Ferrer-Hernandez, 1914